# Terciarias Dominicas de Betania de Venlo
La Congregación de Hermanas Terciarias Dominicas de Betania de Venlo (oficialmente en latín: Congregationis Sororum Tertii Ordinis Sancti Dominici a Bethania Venluensis) es una congregación religiosa católica femenina, de vida apostólica y de derecho pontificio, que se independizó en 1914 de la rama francesa de las Dominicas de Betania, fundadas por Marie-Jean-Joseph Lataste. A las religiosas de este instituto se les conoce como dominicas de Betania de Venlo y posponen a sus nombres las siglas O.P..

## Historia
La congregación tiene su origen en el instituto fundado por el sacerdote dominico francés Marie-Jean-Joseph Lataste, en Cadillac, en 1866. Un grupo de veintidós religiosas alemanas de este instituto, que tuvieron que salir de Francia, como consecuencia de la Primera Guerra Mundial, llegaron a Venlo (Países Bajos), donde fundaron una nueva congregación el 14 de agosto de 1924 con el nombre de Terciarias Dominicas de Betania de Venlo.
El instituto fue aprobado como congregación religiosa de derecho diocesano el 25 de marzo de 1924, por el obispo Laurentius Schrijnen, de la diócesis de Roermond, agregado a la Orden de Predicadores en 1934 y elevada a congregación de derecho pontificio, el 7 de marzo de 1960, mediante decretum laudis del papa Juan XXIII.

## Organización
La Congregación de Hermanas Terciarias Dominicas de Betania de Venlo es una congregación religiosa de derecho pontificio, internacional y centralizada, cuyo gobierno es ejercido por una superiora general, hace parte de la Familia dominica y su sede central se encuentra en Thorn (Países Bajos).
Las dominicas de Betania de Venlo se dedican a la protección infantil y al apoyo de las mujeres en riesgo. En 2017, el instituto contaba con 111 religiosas y 10 comunidades, presentes en Alemania, Letonia y Países Bajos (incluyendo Aruba).